# Isletas de Píritu
Las Isletas de Puerto Píritu son dos pequeñas islas del Mar Caribe, ubicadas al noreste de Venezuela, en el oriental Estado Anzoátegui, específicamente en el Municipio Fernando de Peñalver al norte de la ciudad de Puerto Píritu. 

## Características
No poseen vegetación alguna o muy escasa, y sus playas de arenas blancas, cálidas aguas y poco oleaje, son prácticamente vírgenes, son muy conocidos sus pozos de azufre a los que se les atribuye propiedades curativas. En esta región también se ubican industrias petroleras, petroquímicas y cementeras.

## Islas integrantes
Está formada por 2 islas llamadas así por la distancia a la que se encuentran de la costa del Estado Anzoátegui y que en total suman 4,65 kilómetros cuadrados de superficie:
- Píritu Afuera, 237 hectáreas o 2,37 kilómetros cuadrados.
- Píritu Adentro, 228 hectáreas o 2,28 kilómetros cuadrados.

## Turismo
Las islas son un atractivo turístico por excelencia, sus playas y aguas son visitadas en temporada vacacional, para acceder a ellas la forma más idónea es a través del servicio de lanchas, que parte principalmente desde una laguna ubicada cerca de la localidad anzoatiguense de Puerto Píritu, no está permitido pasar la noche en las islas.
La laguna también es objeto de aviturismo dada la presencia de aves marinas de especies como Anseriformes, Ardeiformes, Charadriiformes, Gaviiformes, Gruiformes, Pelecaniformes, Phoenicopteriformes, Podicipediformes y Procellariformes,